# Alfred Kinsey
Alfred Charles Kinsey, född 23 juni 1894 i Hoboken i New Jersey, död 25 augusti 1956 i Bloomington i Indiana, var en amerikansk biolog och sexolog samt professor i entomologi och zoologi. 

## Biografi
Kinsey grundade "Institute for Sex Research" (numera "Kinsey Institute for Research in Sex, Gender and Reproduction") vid Indiana University – Bloomington. Hans rön om mänsklig sexualitet publicerades i Sexual Behavior in the Human Male (1948) och Sexual Behavior in the Human Female (1953), allmänt kända som Kinsey-rapporterna. Dessa rapporter hade stort inflytande på de sociala och kulturella värderingarna i USA från tidigt 1950-tal och framåt, och hade stor betydelse för den sexuella revolutionen.
Alfred Kinsey avled 1956 av en hjärtsjukdom komplicerad av lunginflammation.
Efter 25 års forskning publicerade James H. Jones, som är professor i historia vid University of Colorado, år 1997 en biografi med titeln Kinsey: A Public/Private Life. Det är idag väl dokumenterat att Kinsey hade ett sexliv som stod i skarp kontrast till den offentliga bilden av honom som en mycket stillsam gift man.

## Populärkultur
År 2004 hade filmen Kinsey premiär där Kinsey spelas av Liam Neeson.